# Gemensamma eurobetalningsområdet
Det gemensamma eurobetalningsområdet (engelska: Single Euro Payments Area, Sepa) är ett betalningsområde inom vilket överföringar och betalningar i euro har standardiserats med syfte att underlätta gränsöverskridande transaktioner. Sepa innefattar euroområdet och övriga delar av Europeiska unionen, Island, Liechtenstein och Norge (genom EES-avtalet), Albanien, Montenegro, Schweiz och Storbritannien samt de europeiska mikrostaterna Andorra, Monaco, San Marino och Vatikanstaten.
På motsvarande sätt som eurosedlar och euromynt möjliggör kontantbetalningar inom hela euroområdet med ett enda betalningsmedel, möjliggör Sepa kontantlösa betalningar med ett enda konto, på lika villkor oavsett var avsändare och mottagare befinner sig inom betalningsområdet. Genom Sepa har skillnaderna mellan gränsöverskridande och nationella betalningar tagits bort och alla betalningar i euro betraktas som likvärdiga. En avsändare kan således med ett enda bankkonto och ett enda betalningsinstrument överföra euro till vilken mottagare som helst inom hela betalningsområdet. En privatperson kan till exempel ha ett konto i vilken bank som helst inom euroområdet, eller inom övriga betalningsområdet om konton i euro erbjuds där, och motta inkomster (till exempel lön eller pension) eller betala räkningar (till exempel för fritidshus eller tidningsprenumerationer) i euro.
Sepa syftar till att öka konkurrensen och integrationen inom Europeiska unionen genom att ytterligare underlätta den fria rörligheten för kapital, som är en av de fyra friheterna på den inre marknaden. Bestämmelserna omfattar i första hand överföringar och betalningar i euro, men även övriga valutor inom unionen berörs till viss del av bestämmelserna.

## Införande
De första stegen mot ett gemensamt betalningsområde togs i samband med införandet av eurosedlar och euromynt den 1 januari 2002 då avgifterna för gränsöverskridande betalningar i euro på upp till 50 000 euro blev desamma som för nationella betalningar. Bestämmelserna uppdaterades genom en ny förordning under 2009. Regelverket för gränsöverskridande betalningar kan utökas till att även omfatta andra valutor inom Europeiska unionen på begäran av en medlemsstat som inte har euron som valuta. På begäran av den svenska regeringen den 28 juni 2002 respektive den rumänska regeringen den 26 maj 2011 gäller bestämmelserna om gränsöverskridande betalningar även för svenska kronan och rumänska leuen.
Fulländandet av det gemensamma eurobetalningsområdet påbörjades genom en förordning under 2012. Förordningen avskaffade taket på 50 000 euro och fastställde tekniska specifikationer för betalningar i euro. Den ursprungliga planen var att alla banker inom euroområdet skulle omfattas av bestämmelserna från den 1 februari 2014, men detta försenades ett halvår till den 1 augusti 2014. Den 31 oktober 2016 började bestämmelserna även gälla banker utanför euroområdet. Det är dock i första hand endast betalningar i euro som omfattas och inte betalningar i de övriga valutorna inom Europeiska unionen.
I november 2017 infördes en ny funktion inom Sepa som möjliggör omedelbara betalningar. Tidigare tog betalningar inom Sepa normalt ett dygn eller en helg att genomföra, men med det nya systemet når betalningen, om den inte överstiger 100 000 euro (i början 15 000 euro), det mottagande kontot på bara några sekunder, dygnet runt. I slutet av 2020 hade en majoritet av bankkunderna inom euroområdet fått tillgång till denna tjänst.
I mars 2019 antog Europaparlamentet och Europeiska unionens råd en förordning som innebar att avgifterna för gränsöverskridande betalningar i euro inte längre får överstiga motsvarande avgift för inhemska betalningar, även i de fall då den inhemska valutan inte är euron. Förordningen utökade också bestämmelserna till att gälla gränsöverskridande betalningar i de nationella valutor som på begäran av en medlemsstat utanför euroområdet omfattas av regelverket, det vill säga svenska kronor och rumänska leu. Därutöver skärpte förordningen bestämmelserna kring valutaväxlingsavgifter. De nya bestämmelserna trädde i kraft gradvis med start den 15 december 2019. En kodifiering av förordningen antogs under 2021.
Den 26 oktober 2022 föreslog kommissionen att de omedelbara betalningar (”direktbetalningar”) i euro som infördes 2017 ska införas i större skala och bli tillgängliga hos alla betaltjänstleverantörer inom Sepa. På så sätt ska gränsöverskridande betalningar i högre grad kunna ske direkt och inte ta en eller flera bankdagar att utföra. Förslaget godkändes av parlamentet och rådet i enlighet med det ordinarie lagstiftningsförfarandet i februari 2024 och väntas vara fullt genomfört under 2025.

## Rättsliga bestämmelser
Bestämmelserna kring det gemensamma eurobetalningsområdet innebär i korthet att betaltjänster som används nationellt ska var nåbara inom hela unionen. Kontonummer ska anges i IBAN-format, istället för tidigare inhemska format. Detta är den mest synliga effekten av reglerna. Bankspecifika BIC behövs inte inrikes från den 1 februari 2014 och utrikes från den 1 februari 2016. Autogiro mellan olika medlemsstater ska fungera. Dataformatet ska vara ISO 20022. Sepa stöder fullt ut bara bokstäverna A–Z och vissa andra tecken, men medlemsstaterna kan komma överens om att tillåta andra bokstäver (vilka som helst ur Unicode) mellan varandra eller nationellt. Avgifter ska i princip vara lika nationellt och mellan medlemsstater, och fördröjningen vid betalningen får totalt vara högst en bankdag. Bestämmelserna gäller i första hand betalningar i euro, men i viss utsträckning även de övriga valutorna inom Europeiska unionen.

## Territoriellt tillämpningsområde
|  | Euroområdet |

|  | Övriga delar av Europeiska unionen |

|  | Övriga delar av det gemensamma eurobetalningsområdet |

|  | Mikrostater med särskilda avtal |

Eurobetalningsområdet utgörs av alla medlemsstater inom Europeiska unionen, i särskilt hög grad euroområdet, och inkluderar unionens yttersta randområden och den finländska självstyrande ögruppen Åland. Dessutom ingår de utomeuropeiska länder och territorier som har euron som valuta, däribland Saint-Barthélemy och Saint-Pierre och Miquelon. Även Island, Liechtenstein och Norge (genom EES-avtalet), Albanien, Montenegro, Serbien, Schweiz och Storbritannien samt de europeiska mikrostaterna Andorra, Monaco, San Marino och Vatikanstaten ingår genom avtal med unionen.
Storbritannien (inklusive den brittiska exklaven Gibraltar) ingick i det gemensamma eurobetalningsområdet fram till att den efterföljande övergångsperioden efter Storbritanniens utträde ur Europeiska unionen upphörde den 1 januari 2021. Utomeuropeiska områden som inte har euron som valuta (exempelvis Grönland, Franska Polynesien och Aruba) och andra territorier som står utanför unionen (exempelvis Färöarna) ingår inte heller i eurobetalningsområdet.

### Finland
Alla betalningar nationellt inom Finland och till andra medlemsstater sker enligt Sepa, i och med att Finland har euron som valuta. Det innebär att IBAN används istället för inhemska kontonummer. Alla betalningar i Finland har traditionellt gått direkt mellan banker, och inte via ett girosystem. Kontonumren har innehållit en kod som identifierar banken.

### Sverige
Bestämmelserna gäller i Sverige för betalningar i euro, även nationella, men inte för betalningar i kronor. Bankgirot har valt att sluta hantera betalningar i euro eftersom bankgirot inte är anpassat till IBAN och andra principer för eurobetalningar. Istället får betalaren och mottagaren sköta detta via sina bankkonton, vanligen enligt utlandsbetalningsrutinen, även nationellt. Plusgirot har redan stöd sedan tidigare för eurobetalningar eftersom de historiskt har varit en självständig bank, medan bankgironummer mest är en kortform av ett vanligt bankkontonummer.
BIC krävdes av många banker utanför euroområdet till slutet av 2016, vilket var ett problem då räkningar skulle betalas till banker inom euroområdet eftersom BIC inte behövdes där sedan 2014.

## Nordiska betalningar
De största bankerna i Danmark, Finland, Norge och Sverige bildade den 18 december 2018 Nordic Payments Council. Organisationen planerar att underlätta gränsöverskridande betalningar mellan de nordiska länderna i dessas valutor, baserat på Sepas betalningsfunktioner. Betalningar mellan de nordiska länderna, undantaget eurolandet Finland, får göras med en vanlig internationell SWIFT-överföring med tillhörande avgifter och fördröjningar eller en Sepa-betalning som har euro som mellanvaluta, vilket ger dubbla valutaväxlingsavgifter. Det kan också innebära att för lite pengar når fram på grund av valutakursförändring eller SWIFT:s avgift, vilket även om det blir en liten summa kan kräva en ny räkning, fler avgifter, påminnelser, risk för betalningsanmärkning och extra administration. Varken Danmark, Norge eller Sverige avser att införa euron under överskådlig framtid och därför anses ett permanent system anpassat för deras nationella valutor nödvändigt.
I slutet av 2017 startade sex stora banker i Norden P27 Nordic Payments Platform för att bygga upp ett system för realtidsbetalningar mellan de nordiska länderna. Tjänsten planerades att vara i drift under första halvan av 2021. P27 köpte i oktober 2020 Bankgirot. I april 2023 beslutade P27 att dra tillbaka sin ansökan om att bli betalningstjänst. I september 2023 beslutade P27 att lägga ner sin verksamhet efter att banker i både Danmark och Norge hade valt att lämna samarbetet.
I september 2019 startades organisationen European Mobile Payment Systems Association med de etablerade nationella systemen för snabba mobilbetalningar som medlemmar (bland annat svenska Swish, norska Vipps och danska MobilePay). Målet är att knyta ihop dessa system och senare fler system för att underlätta gränsöverskridande betalningar.